# Bermuda Dunes
Bermuda Dunes – jednostka osadnicza w Stanach Zjednoczonych, w stanie Kalifornia, w hrabstwie Riverside.